# Trânsito da Terra em Júpiter
O Trânsito da Terra através do Sol visto de Júpiter acontece quando a Terra passa diretamente entre o Sol e Júpiter, obscurecendo uma pequena porção do Sol para um observador em Júpiter. Durante um trânsito, a Terra pode ser vista de Júpiter como um pequeno disco escuro se movendo ao longo da face do Sol. O período sinódico de Terra-Júpiter é de 398,883 dias, que pode ser calculado pela fórmula {\displaystyle {\frac {1}{{\frac {1}{P_{I}}}-{\frac {1}{P_{E}}}}}} onde {\displaystyle {P_{I}}} é o ano sideral da Terra (365,256 d) e o {\displaystyle {P_{E}}} o período orbital de Júpiter (4332,71 d).

## Trânsitos
Os trânsitos da Terra acontecem num ciclo de 83 anos, ocorrendo quatro a cinco vezes a cada de 12 anos e alternando de dezembro-janeiro a junho-julho a cada 12 anos.
| Data                   |
| ---------------------- |
| 9 de julho de 2008     |
| 5 de janeiro de 2014   |
| 13 de julho de 2020    |
| 10 de janeiro de 2026  |
| 24 de junho de 2055    |
| 29 de junho de 2067    |
| 26 de dezembro de 2072 |
| 4 de julho de 2079     |
| 31 de dezembro de 2084 |
| 9 de julho de 2091     |
| 4 de janeiro de 2097   |